# Sa`id al-Mufti
Said Pasha al- Mufti (1898 – 25 de março de 1989) (em árabe: سعيد المفتي) foi primeiro-ministro da Jordânia e um político jordaniano de origem circassiana.
Al-Mufti serviu como o primeiro-ministro da Jordânia por três vezes durante o período (14 de abril de 1950 - 1 de julho de 1956). Ele foi um político independente, atuando em vários governos, como ministro do Interior (1944-1945, 1948-1950, 1951-1953 e 1957). Serviu também Presidente do Senado da Jordânia depois de 1963. 